# Les Civilisés (roman, 2011)
Pour le roman de Claude Farrère, voir Les Civilisés (roman, 1905).
 (octobre 2023).
Si vous disposez d'ouvrages ou d'articles de référence ou si vous connaissez des sites web de qualité traitant du thème abordé ici, merci de compléter l'article en donnant les références utiles à sa vérifiabilité et en les liant à la section « Notes et références ».
Les Civilisés est un roman de Félicien Marceau publié en 2011.

## Éditions
- Les Civilisés, éditions